# Bedford CF
Bedford CF — це серія повнорозмірних панельних фургонів, вироблених компанією Bedford у 1969–1986 роках. Фургон був представлений у 1969 році, щоб замінити модель CA, і мав розміри, щоб конкурувати безпосередньо з Ford Transit, який надійшов у виробництво чотирма роками раніше. Його дизайн був схожий на американський аналог Chevrolet Van (1971—1995).

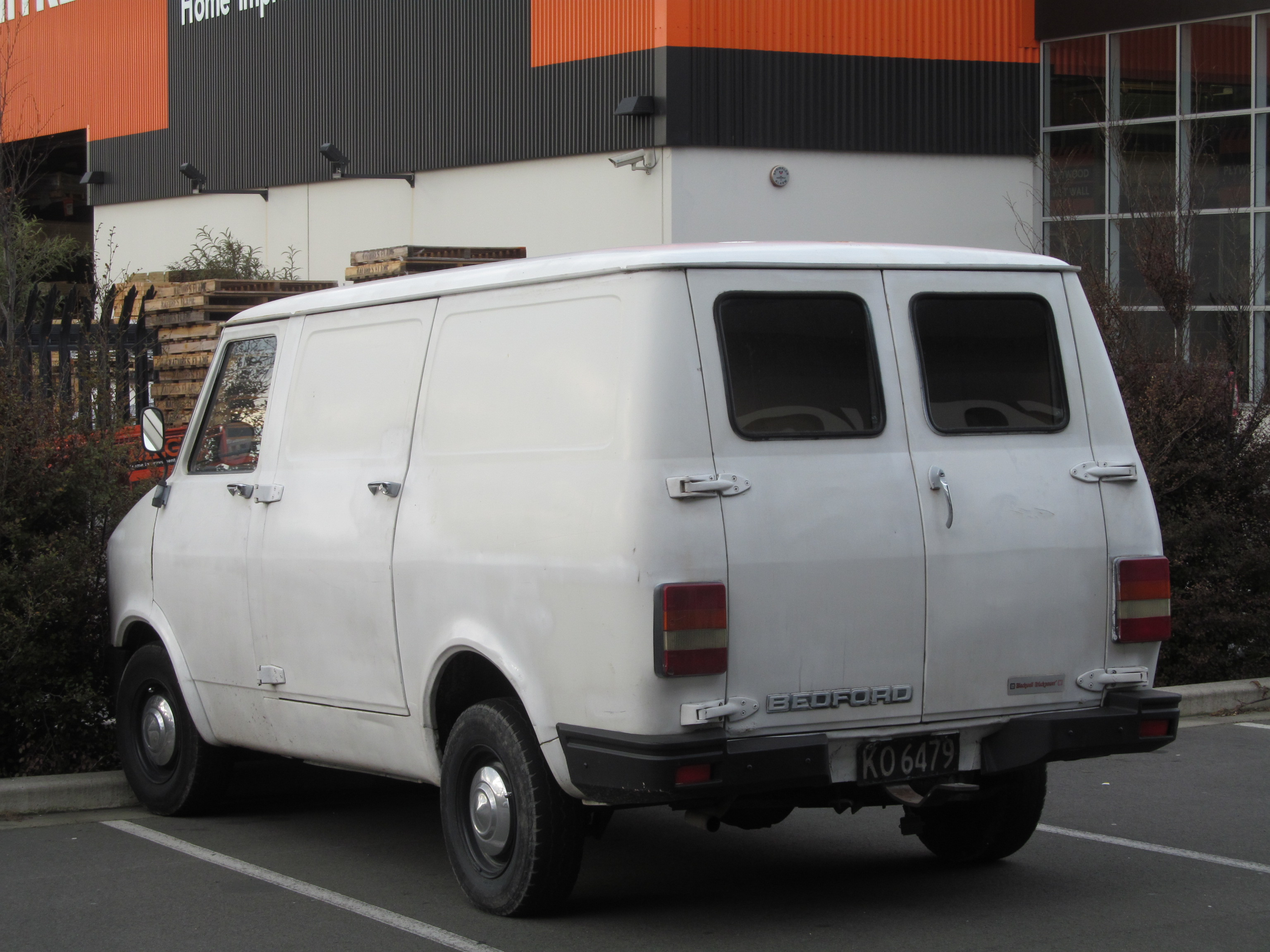
Bedford CF250

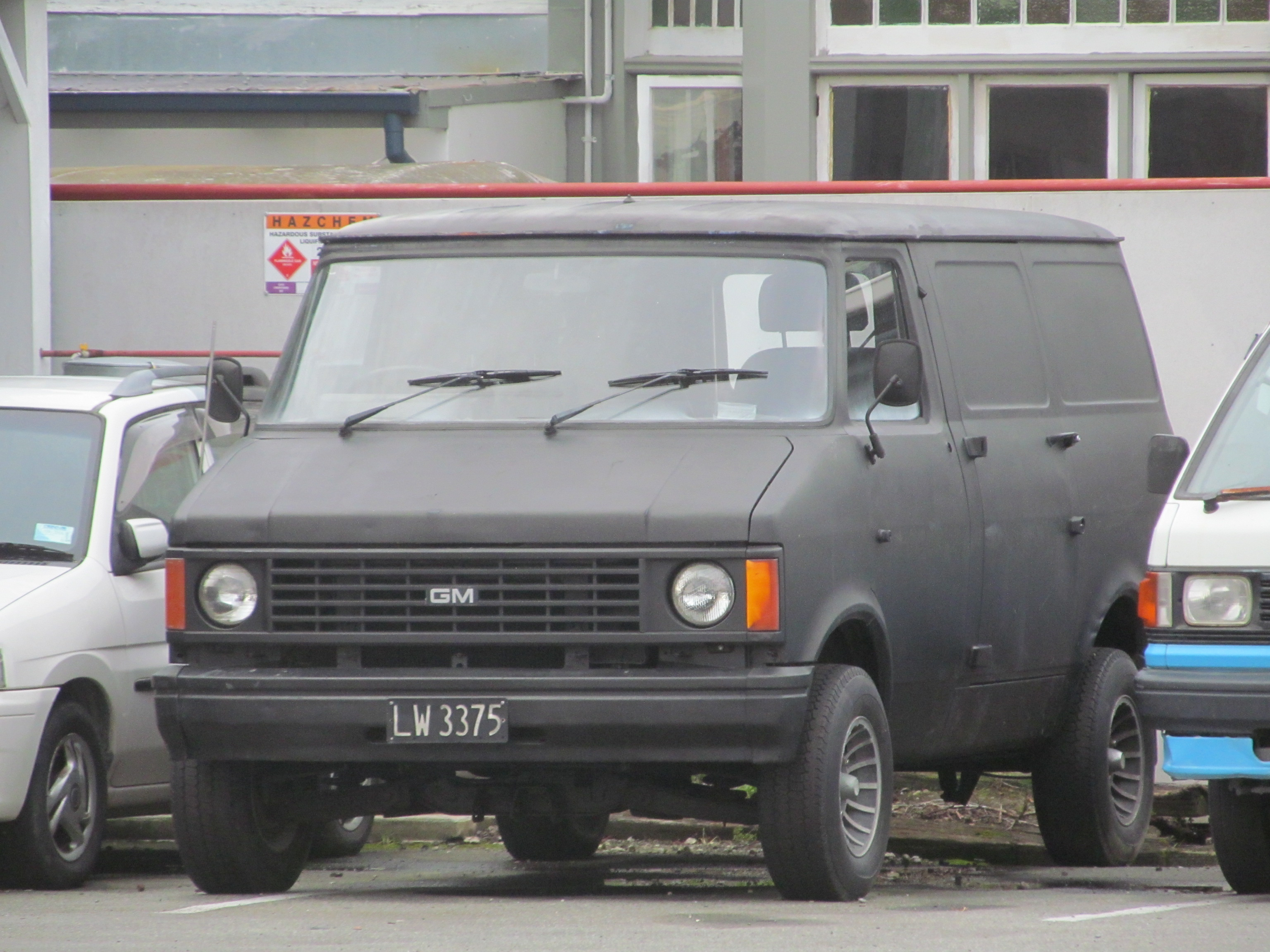
Bedford CF250 (1984-1986)

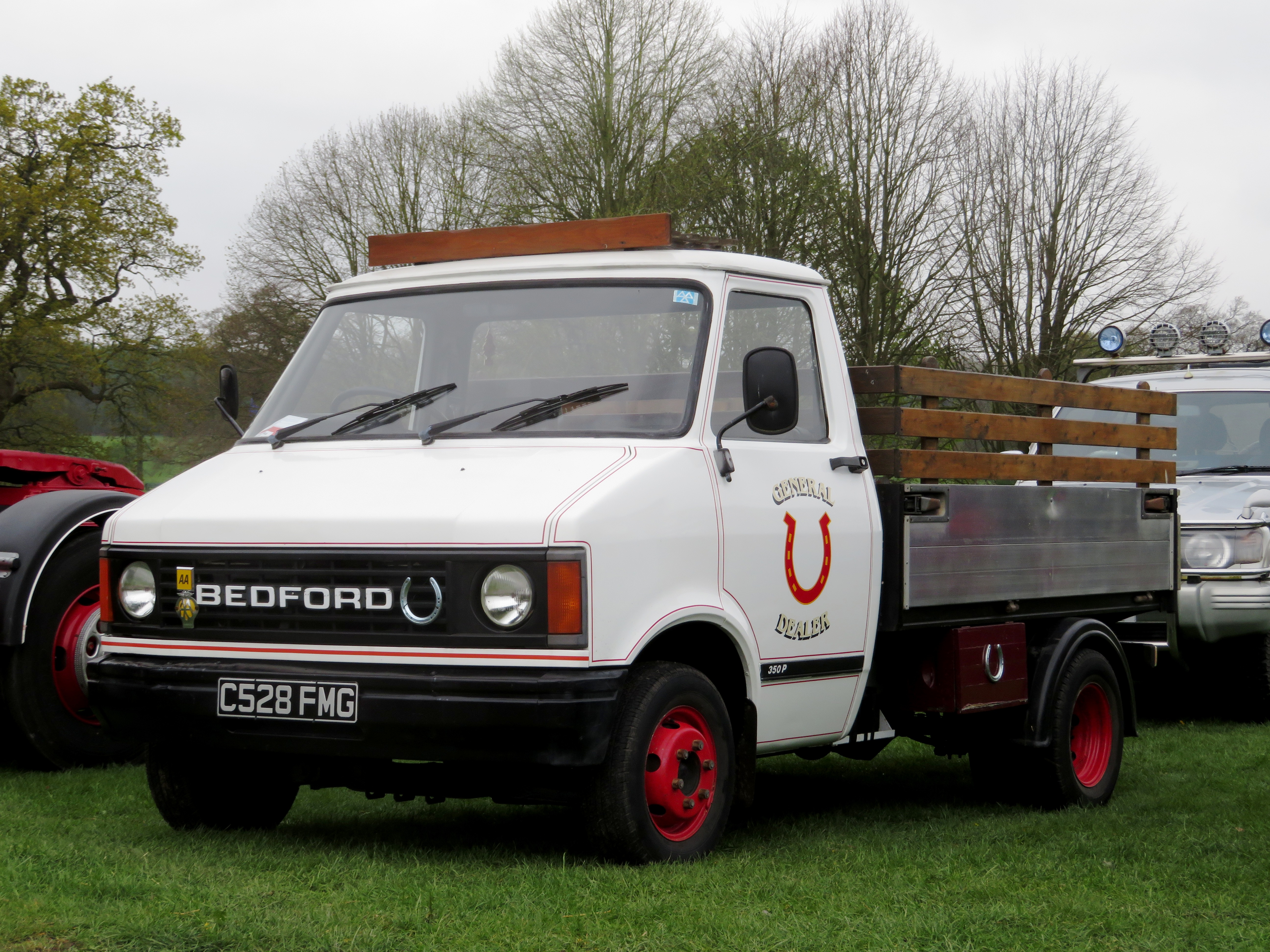
Bedford CF cab with bespoke flat-bed plus load platform

Bedford був дочірньою компанією General Motors, і на деяких ринках за межами Сполученого Королівства та Ірландії CF продавався через дилерів Opel як Opel Bedford Blitz з 1973 року, коли оригінальний Opel Blitz був знятий з виробництва. На інших ринках, наприклад у Норвегії, CF зберіг свою початкову назву.

## Двигуни
Бензинові
- 1.6 L Slant Four I4
- 1.8 L Slant Four I4
- 2.0 L Slant Four I4
- 2.25 L Slant Four I4
- 2.3 L Slant Four I4
- 2.85 L Holden Red I6
- 3.3 L Holden Red I6

Дизельні
- 1,8 L Perkins 50 к.с. (1969-1976)
- 2,5 L Perkins 61 к.с. (1969-1976)
- 2,1 L Opel OHV (1976-1980)
- 2,3 L Opel 23D 61 к.с. (1980-1986)
- 2,0 L Opel 20D 60 к.с. (1980-1986)